# Bagel

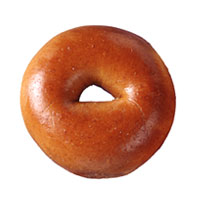
Bagel.

En bagel eller beigel (uttal: [beigl]) är en typ av bröd. Den knådade degen, som fått vila i kylskåpet eller källaren över natten, får koka en stund innan bageln gräddas färdigt som vanligt i ugn. Kokningen ger brödet en frasig yta och mjukt innanmäte.

## Ursprung och spridning
Brödet bakades av judar som bodde i Polen på 1600-talet och har sedan spridits över världen av judiska emigranter.
Enligt en myt skall bagelns typiska form efterlikna en stigbygel. Detta till åminnelse av Johan III Sobieskis seger över turkarna i slaget vid Wien 1683 men detta är av allt att döma en myt och brödtypen är äldre än så.

## Användning
Bagels äts ofta med cream cheese och andra pålägg. Det finns två huvudtyper av bagels: 
- New York-stil: Bageln innehåller salt och malt och kokas i vatten.
- Montréal-stil. Bageln innehåller inget salt och kokas i honungssötat vatten och blir därför något sötare.

## Etymologi och stavning
Namnet på brödet kommer från engelskas bagel, där man i sin tur hämtat det från jiddisch-ordet beygel, med betydelsen 'liten ring'. Ordet är besläktat med tyskans beugen ('böja').
Svenska Språkrådet rekommenderar att ordet skrivs beigel på svenska.